# Parafia św. Jakuba Apostoła w Gieble
Parafia świętego Jakuba Apostoła w Gieble – parafia rzymskokatolicka, znajdująca się w diecezji sosnowieckiej, w XII – św. Jana Chrzciciela w Pilicy.